# 민동성
민동성(한국 한자: 閔棟聖, 1979년 4월 15일 ~ )은 대한민국의 축구 지도자로 현재 수원 삼성 블루윙즈 코치로 재직 중이다.

## 지도자 경력
2007년 K3리그의 창원 유나이티드의 감독으로 본격적인 지도자 커리어를 시작한 뒤 2011년 인창고등학교 축구부의 코치를 역임했고 이후 2013년부터 2015년까지 당시 K리그2의 충주 험멜의 코치와 감독 대행을 역임하며 2015년 FA컵에서 16강 진출을 이끌며 구단 역사상 FA컵 최고 성적을 기록한 후 팀을 떠났다.
그리고 2015년과 2016년에는 각각 FC 서울 산하 유스팀인 오산고등학교와 울산 현대 유스팀인 현대중학교 축구부의 코치를 역임했고 2018년에는 강원 FC의 유스 총괄 스카우트로 활동했으며 2019년부터 2020년까지 중국 여자 축구 국가대표 B팀의 코치 겸 중국 U-19 여자 대표팀의 피지컬 코치로 활동했다.
이후 2021 시즌에는 K리그2의 안산 그리너스의 수석 코치와 감독 대행으로 활동했고 비록 팀은 11승 10무 15패·7위의 성적으로 아쉽게 창단 첫 포스트시즌 진출이 좌절되었지만 흔들리던 팀 분위기를 잘 추슬렀다는 평가를 받았다.
2021 시즌을 마치고 조민국 감독이 부임하며 감독 대행직에서 물러나자마자 황선홍 감독이 이끄는 대한민국 U-23 축구 국가대표팀의 코치로 부임한 후 첫 국제 대회인 2022년 AFC U-23 아시안컵에서 대한민국의 5회 연속 조별리그 통과를 이끌었지만 8강에서 라이벌 일본에 0-3으로 완패하며 4강 진출에 실패했다.

## 주요 성적

### 클럽 (지도자)
충주 험멜 (코치 겸 감독 대행)
- FA컵 : 16강 (2015)

안산 그리너스 (코치 겸 감독 대행)
- K리그2 : 7위 (2021)

### 국가대표팀 (지도자)
대한민국 U-23 (코치)
- AFC U-23 아시안컵 : 8강 (2022)